# Fosgen
Fosgen, även känt som diklormetanal eller karbonylklorid (COCl2), är en färglös och mycket giftig gas. Fosgen upptäcktes 1811 och framställs genom att låta kolmonoxid och klorgas reagera med aktivt kol som katalysator. Fosgen användes under första världskriget som stridsgas. Idag används fosgen vid framställningen av polykarbonat och polyuretan. Fosgens doft har beskrivits som "unken", men även som angenäm, liknande doften av nyslaget hö. Vid inandning kan lungödem uppstå, vilket i sin tur kan leda till bestående funktionsnedsättning i lungorna. 

## Reaktion
Fosgen som sådant är egentligen inte farligt, men när det kommer i kontakt med fukt, till exempel i lungorna, så avger det saltsyra vilket orsakar skadorna enligt formeln
{\displaystyle {\rm {COCl_{2}+H_{2}O\rightarrow CO_{2}+2\ HCl}}}